# Liste der Naturdenkmale in Stadtallendorf
Die Liste der Naturdenkmale in Stadtallendorf nennt die im Gebiet der Stadt Stadtallendorf im Landkreis Marburg-Biedenkopf in Hessen gelegenen Naturdenkmale.
| Bild            | Bezeichnung                      | Ortsteil, Lage                                           | Beschreibung | Art        | Nr.     |
| --------------- | -------------------------------- | -------------------------------------------------------- | --- | ---------- | ------- |
| Fotos hochladen | Steineiche                       | Stadtallendorf, Am Lohpfad 50° 49′ 43,5″ N, 9° 1′ 9,4″ O | Traubeneiche gegenüber der Teichschule, Parkplatz an der Straße Am Lohpfad. | Einzelbaum |         |
| BW              | Eiche                            | Stadtallendorf 50° 49′ 48,8″ N, 9° 4′ 46,7″ O            | Etwa 27 m hohe Stieleiche im Wald. | Einzelbaum |         |
| BW              | Rotbuche                         | Stadtallendorf 50° 48′ 20,2″ N, 9° 3′ 56,5″ O            | Etwa 34 m hohe Rotbuche an einem Bach im Wald ca. 50 m neben der Panzerstraße. | Einzelbaum |         |
| BW              | Ellerchen                        | Stadtallendorf 50° 48′ 14,9″ N, 9° 0′ 42,4″ O            | Traubeneiche am Waldrand in der Nähe eines Teiches links der Straße von Stadtallendorf nach Niederklein. In der Nähe der neuen Autobahn, dass Ellerchen sollte aber bestehen bleiben. | Einzelbaum |         |
| Fotos hochladen | 3 Steineichen                    | Stadtallendorf, Am Lohpfad 50° 49′ 44,1″ N, 9° 1′ 12″ O  | Traubeneichen in der Nähe der Teichschule im nördlichen Stadtbereich an der Straße Am Lohpfad.                                                                                        | Baumgruppe |         |
| BW              | Kaisereiche (Steineiche)         | Stadtallendorf 50° 46′ 20,3″ N, 8° 58′ 45,2″ O           | Traubeneiche links der Straße von Niederklein nach Schweinsberg östlich des Ortes an einem Aussiedlerhof.                                                                             | Einzelbaum |         |
| BW              | Stiel-Eiche am Friedhof Erksdorf | Erksdorf 50° 51′ 37″ N, 9° 1′ 35,2″ O                    | | Einzelbaum | 534.813 |
| BW              | Winterlinde an der Flachsrose    | Wolferode 50° 53′ 40,5″ N, 8° 59′ 26,2″ O                | | Einzelbaum | 534.822 |

## Belege
1. ↑  
Naturdenkmale in Hessen. (pdf; 405 kB) Anlage zu Kleine Anfrage der Abg. Ursula Hammann (BÜNDNIS 90/DIE GRÜNEN) vom 15.04.2011 betreffend Biotopverbund Teil 2 und Antwort der Ministerin für Umwelt, Energie, Landwirtschaft und Verbraucherschutz. Hessischer Landtag, 22. Juni 2011, S. 90–102, abgerufen am 4. Februar 2016.
2. ↑  Verordnung über „16 Einzelbäume und Baumgruppen“ als Naturdenkmale vom 15.01.2023. Landkreis Marburg-Biedenkopf, 15. Januar 2023, abgerufen am 11. März 2023.
3. ↑  Verordnung über „16 Einzelbäume und Baumgruppen“ als Naturdenkmale vom 15.01.2023. Landkreis Marburg-Biedenkopf, 15. Januar 2023, abgerufen am 11. März 2023.

- Karte mit allen Koordinaten:
- OSM |
- WikiMap